# Bahnstrecke Mendrisio–Varese
| Bahnhof Arcisate |                                             |                               |                               |
| |                                             |                               |                               |
| Streckennummer (BAV): | 634 (Mendrisio–Stabio–Grenze CH-I)          |                               |                               |
| Fahrplanfeld: | 630                                         |                               |                               |
| Streckenlänge: | 8,5 km                                      |                               |                               |
| Spurweite: | 1435 mm (Normalspur)                        |                               |                               |
| Stromsystem: | 3 kV (Italien) 15 kV, 16 2/3 Hz (Schweiz) = |                               |                               |
| Maximale Neigung: | 22 ‰                                        |                               |                               |
| Streckengeschwindigkeit: | 105 (Schweiz) 100 (Italien) km/h            |                               |                               |
| Zweigleisigkeit: | überwiegend                                 |                               |                               |
| |                                             |                               |                               |
| \| \| \| vom Gotthard S 10 S 50 \| \| \| \| 0,000 \| Mendrisio \| Mendrisio \| \| \| \| nach Chiasso S 10 S 40 \| \| \| \| \| A2 \| \| \| \| 1,970 \| Ligornetto-Genestrerio \| Ligornetto-Genestrerio \| \| \| 3,579 \| Stabio \| Stabio \| \| \| \| \| \| \| \| \| Schweiz / Italien \| \| \| \| \| Rodero-Valmorea \| \| \| \| \| Museumsbahn nach Malnate \| \| \| \| 6,549 11,058 \| Schweiz / Italien \| Schweiz / Italien \| \| \| 10,680 \| Cantello-Gaggiolo \| Cantello-Gaggiolo \| \| \| \| Galleria della Bevera 970 m \| \| \| \| \| Bevera-Brücke 438 m \| \| \| \| 7,525 \| P.M. Bevera von Porto Ceresio \| P.M. Bevera von Porto Ceresio \| \| \| 6,187 \| Arcisate \| Arcisate \| \| \| \| \| \| \| \| 3,507 \| Induno Olona \| Induno Olona \| \| \| 2,717 \| P.P. Induno Ende Doppelspur \| P.P. Induno Ende Doppelspur \| \| \| \| von Saronno \| \| \| \| \| Varese Nord \| \| \| \| 0,000 \| Varese Endstation S 40 S 50 \| Varese Endstation S 40 S 50 \| \| \| \| nach Laveno / nach Gallarate \| \| |                                             |                               |                               |
| Strecke |                                             | vom Gotthard S 10 S 50        | vom Gotthard S 10 S 50        |
| Bahnhof | 0,000                                       | Mendrisio                     | Mendrisio                     |
| Abzweig geradeaus und nach links |                                             | nach Chiasso S 10 S 40        | nach Chiasso S 10 S 40        |
| Strecke mit Straßenbrücke |                                             | A2                            | A2                            |
| ehemaliger Haltepunkt / Haltestelle | 1,970                                       | Ligornetto-Genestrerio        | Ligornetto-Genestrerio        |
| Bahnhof | 3,579                                       | Stabio                        | Stabio                        |
| Abzweig geradeaus und ehemals nach links · Strecke von rechts (außer Betrieb) |                                             |                               |                               |
| Strecke · Grenze (Strecke außer Betrieb) |                                             | Schweiz / Italien             | Schweiz / Italien             |
| Strecke · Kopfbahnhof Strecke bis hier außer Betrieb |                                             | Rodero-Valmorea               | Rodero-Valmorea               |
| Strecke · Strecke nach links |                                             | Museumsbahn nach Malnate      | Museumsbahn nach Malnate      |
| Grenze | 6,549 11,058                                | Schweiz / Italien             | Schweiz / Italien             |
| Haltepunkt / Haltestelle | 10,680                                      | Cantello-Gaggiolo             | Cantello-Gaggiolo             |
| Tunnel |                                             | Galleria della Bevera 970 m   | Galleria della Bevera 970 m   |
| Brücke über Wasserlauf |                                             | Bevera-Brücke 438 m           | Bevera-Brücke 438 m           |
| Abzweig geradeaus und von rechts | 7,525                                       | P.M. Bevera von Porto Ceresio | P.M. Bevera von Porto Ceresio |
| Haltepunkt / Haltestelle | 6,187                                       | Arcisate                      | Arcisate                      |
| Tunnel |                                             |                               |                               |
| Haltepunkt / Haltestelle | 3,507                                       | Induno Olona                  | Induno Olona                  |
| Blockstelle | 2,717                                       | P.P. Induno Ende Doppelspur   | P.P. Induno Ende Doppelspur   |
| Strecke von links · Kreuzung geradeaus oben |                                             | von Saronno                   | von Saronno                   |
| Bahnhof · Strecke |                                             | Varese Nord                   | Varese Nord                   |
| Strecke · Bahnhof | 0,000                                       | Varese Endstation S 40 S 50   | Varese Endstation S 40 S 50   |
| Strecke nach rechts · Strecke |                                             | nach Laveno / nach Gallarate  | nach Laveno / nach Gallarate  |

Die Bahnstrecke Mendrisio–Varese ist eine internationale Bahnstrecke, die – als Teil der S-Bahn-Systeme Tessin und Lombardei – die Schweiz und Italien verbindet.

## Geschichte

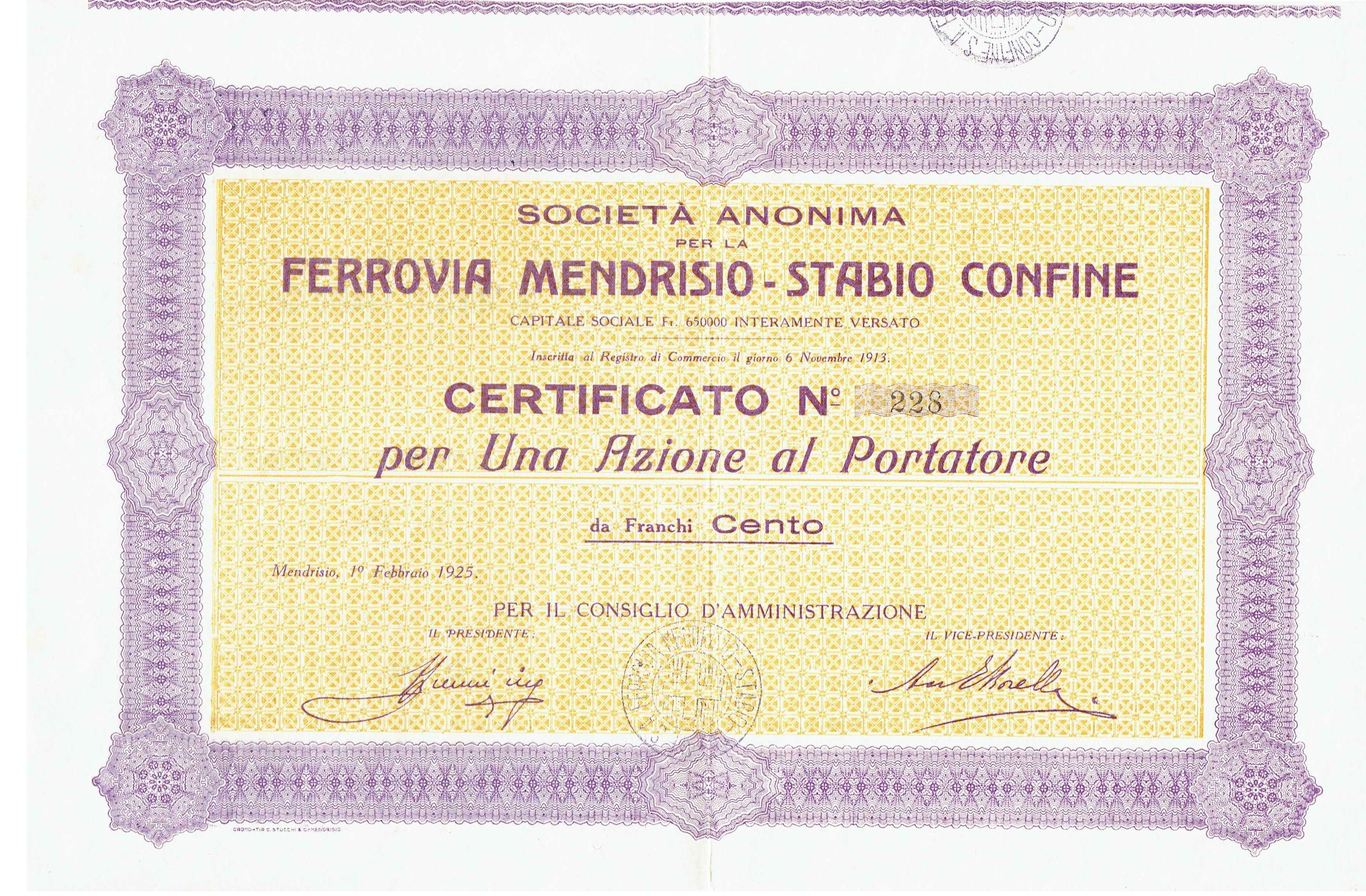
Aktie über 100 Franken der S. A. per la Ferrovia Mendrisio-Stabio Confine vom 1. Februar 1925

Der Abschnitt von Mendrisio nach Stabio wurde 1926 als schweizerischer Teil der internationalen Valmoreabahn in Betrieb genommen. Schon 1928 wurde der grenzüberschreitende Verkehr aber wegen mangelnder Rentabilität eingestellt und die Strecke nur noch für lokalen Güterverkehr zu den Industrie- und Gewerbebetrieben rund um Stabio genutzt. 1993 wurde der Grenzübergang wiedereröffnet, der italienische Teil schrittweise rekonstruiert und als Museumsbahn von dem Club del San Gottardo geführt (heute verkehren die Museumszüge bis Malnate, geplant ist die Verlängerung nach Castiglione Olona).
Zum Fahrplanwechsel im Dezember 2014 wurde das Teilstück von Mendrisio nach Stabio im Personenverkehr wieder in Betrieb genommen.
Auf italienischer Seite besteht eine Bahnstrecke von Gallarate nach Varese, an die eine Bahnstrecke von Varese nach Porto Ceresio anschliesst, die seit 2009 ausser Betrieb war, in den letzten Jahren ausgebaut und am 7. Januar 2018 wieder in voller Länge in Betrieb genommen wurde. Zwischen dem an dieser Strecke gelegenen Bahnhof Arcisate und dem Bahnhof Stabio wurde als Verbindung eine Neubaustrecke errichtet, die am 22. Dezember 2017 – mit mehrjähriger Verspätung gegenüber der ursprünglichen Planung – eröffnet wurde. Der planmäßige Verkehr wurde am 7. Januar 2018 aufgenommen.

## Infrastruktur
Die etwa fünf Kilometer lange Neubaustrecke zweigt kurz hinter Stabio von der Bestandsstrecke ab, quert die Staatsgrenze unmittelbar vor dem nächsten Halt, Cantello Gaggiolo, ab dem die Strecke bis kurz vor Varese zweigleisig verläuft. Neben den Haltepunkten ist dieser Wechsel von Zwei- auf Eingleisigkeit eine weitere Betriebsstelle der Strecke. Die zweite befindet sich östlich des Haltepunkts Arcisate, wo die Strecke nach Porto Ceresio abzweigt. Sowohl die Neu- als auch die Ausbaustrecke weisen je einen Tunnel auf.
Auf Schweizer Seite fahren die Züge mit 15.000 Volt Wechselspannung bei 16 2/3 Hertz, auf italienischer Seite unter 3000 Volt Gleichspannung. Die Systemwechselstelle liegt östlich des Halts Cantello Gaggiolo und der Grenze auf Schweizer Gebiet.

## Betrieb
Der Betrieb wird auf Schweizer Seite von Pollegio, von Italienischer Seite aus Milano Greco Pirelli ferngesteuert. Der Zugverkehr wird von TILO (Treni Regionali Ticino Lombardia) durchgeführt, einer gemeinsamen Tochter der Schweizerischen Bundesbahnen und Trenord. Die Züge fahren montags bis freitags zwischen 5 Uhr und 20 Uhr im Halbstundentakt, abends und am Wochenende im Stundentakt. Güterverkehr gibt es nur auf der Schweizer Seite. Als Fahrzeuge werden zweisystemfähige Triebwagen vom Typ Stadler Flirt eingesetzt.